# Pujada del Rei Martí (Girona)
La Pujada del Rei Martí o Carrer del Rei Martí és una via pública del municipi de Girona inclosa en l'Inventari del Patrimoni Arquitectònic de Catalunya.

## Descripció
És un carrer llarg i estret que s'inicia al portal de Sobreportes, baixant en línia recta entre el Convent de les Caputxines i l'Església de Sant Feliu de Girona. A mitjan trajecte hi ha un encreuament de carrers, Francesc Sampsó i portal de la Barca. A partir d'aquí hi ha una lleugera ondulació fins a la plataforma que cobreix el riu Galligants. Hi destaca l'absis de l'església de Sant Feliu, el mur occidental de l'església de Sant Lluc de Girona, el convent de les Caputxines i la casa número 9, on prop de terra hi ha una creu sostinguda per una mà. A la casa número 6 hi ha un escut nobiliari amb una faixa i el cognom Valls. La casa núm.-1 té a la façana lateral que dona a aquest carrer una única finestra gòtica. Cal remarcar que el segon tram del carrer el nivell del sòl es va elevar, per evitar inundacions, de manera que ara s'entra a les cases per on hi havia el primer pis, quedant visibles les llindes arran de terra.

## Història
Antigament formava part de la Via Augusta romana i fins al s. XII va ser la via principal d'entrada a la ciutat per la banda nord. La notícia documental més antiga fa referència a l'illa de cases que comença el número 6: l'any 1333 aquesta casa pertanyia a l'Administració dels Aniversaris de la Seu, la qual l'havia cedit en usdefruit a un paraire de Girona, Pere Fon. L'any 1462 fou amortitzada pel beneficiat de Sant Llorenç de l'església de Sant Feliu. L'any 1604 el notari Miquel Masó ven al prevere beneficiat Lluís Ferrer la casa número 9 la qual posteriorment fou ocupada pels beneficiats de Sant Feliu i adquirida a finals del s. XVIII pels Aniversaris de la Seu. Suposem que l'alçament del carrer es va fer a mitjans del s. XVIII. Una antiga creença diu que el rei Martí l'Humà va néixer a la casa número 1 d'aquest carrer, d'aquí prové el nom del carrer.